# Lapithou

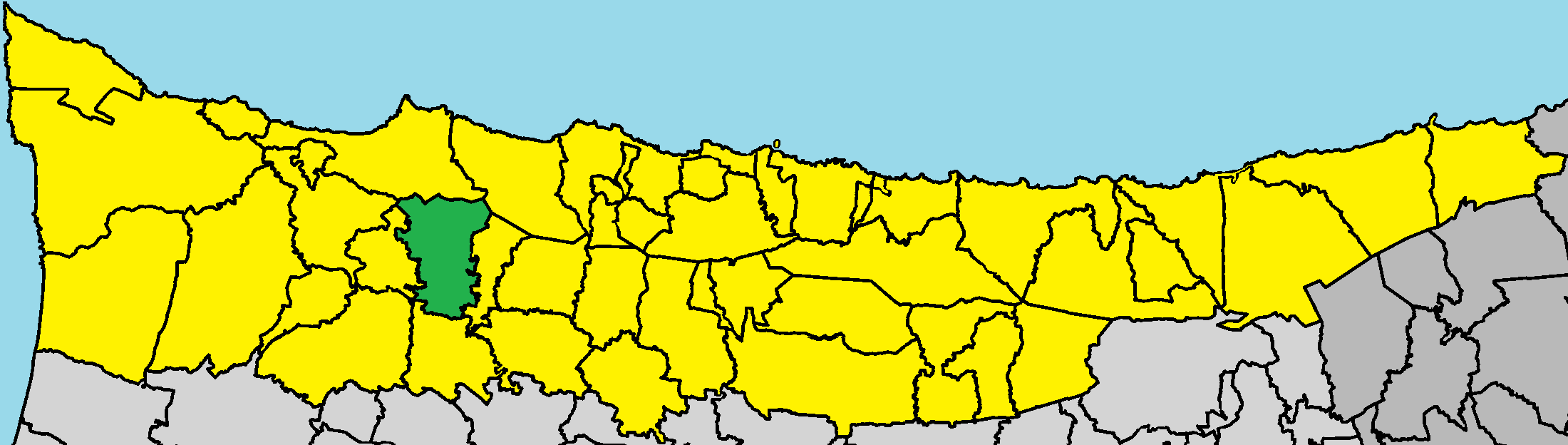
Larnakas Lapithou en el distrito de Kyrenia (de jure).

## Datos Básicos
Lapithiou es un pueblo situado en las colinas del suroeste de la cordillera de Troodos, a dos kilómetros al suroeste de Monasterio de Panagia Khrysorroyiatissa.
El pueblo fue completamente destruido durante el terremoto de 1953, y en 1954 el gobierno (británico) lo reconstruyó con casas prefabricadas.
Lleva el nombre de un lugar de Grecia, de la que sus primeros pobladores pueden haber emigrado en algún momento durante la Edad de Bronce tardía. Sin embargo, los habitantes turcochipriotas afirmaban que el nombre significa "pequeña Lapithos," y creen que los primeros pobladores de la aldea vinieron de la ciudad de Lapithos / Lapta en la región de Kyrenia. Èstos últimos adoptaron el nombre alternativo de Bozalan en 1958 que podría haber sido inspirado por un nombre en Turquía.

## Conflicto Intercomunal
Según el censo otomano de varones de 1831, solo 33 turcochipriotas habitaban el pueblo. Durante el período británico, la población de la aldea fluctuó entre 110 y 150 (1901: TkCyp=123; GkCyp=2). En 1960 había 156 turcochipriotas solamente.
No hubo desplazamientos en este pueblo durante los años de emergencia de la década de 1950. Sin embargo, el 7 de marzo de 1964, las fuerzas grecochipriotas rodearon el pueblo produciéndose un enfrentamiento. Después de este incidente, los turcochipriotas de Lapithiou huyeron a la cercana aldea de Anadiou / Görmeli. Las condiciones precarias de Anadiou los obligaron, luego de diez días, a pasar a Chrysochou / Altıncık.
Pese a las condiciones en las que se fueron, algunos turcochipriotas de Lapithiou regresaron a la aldea durante el tiempo de la cosecha, y más tarde muchos optaron por regresar. En 1973 había 203 turcos.
En 1975 los turcos chipriotas Lapithiou comenzaron su movimiento hacia el norte. Mientras que algunas familias huyeron en secreto hacia las montañas, 75 se quedaron y fueron trasladados finalmente a norte de Chipre bajo la escolta de UNFICYP, el 27 de agosto de 1975. Fueron reasentados principalmente en Larnaca tis Kebir / Büyük Konuk y Famagusta. El número de desplazados después de 1974 fue de alrededor de 170 a 180.

## Población actual
Después de la salida de los turcochipriotas, el pueblo de Lapithiou / Bozalan no fue utilizado para ningún reasentamiento. Todas las casas del pueblo cayeron en ruinas.